# Guettarda splendens
Guettarda splendens är en måreväxtart som beskrevs av Henri Ernest Baillon. Guettarda splendens ingår i släktet Guettarda och familjen måreväxter.
Artens utbredningsområde är Nya Kaledonien. Inga underarter finns listade i Catalogue of Life.